# آلمو بکله
آلمو بکله (انگلیسی: Alemu Bekele؛ زادهٔ ۲۳ مارس ۱۹۹۰) دونده دو استقامت اتیوپیایی‌تبار اهل بحرین است.